# Drużynowe mistrzostwa Norwegii na żużlu
Drużynowe Mistrzostwa Norwegii w sporcie żużlowym – seria turniejów mająca wyłonić najlepszą drużynę klubową w Norwegii rozgrywana pod nazwą Norsk Speedway Liga.

## Medaliści
Lista klubów, które stawały na podium:
| Sezon | 1. miejsce  | 2. miejsce       | 3. miejsce                |
| ----- | ----------- | ---------------- | ------------------------- |
| 1991  | MSK Elgane  | NMK Kristiansand | NMK Oslo                  |
| 1997  | NMK Oslo    |                  |                           |
| 1998  | MSK Riska   | NMK Oslo         | NMK Drammen               |
| 1999  | NMK Drammen | MSK Riska        | MSK Elgane                |
| 2000  | MSK Elgane  |                  |                           |
| 2001  | MSK Elgane  | NMK Oslo         | MSK Riska                 |
| 2002  | NMK Oslo    |                  |                           |
| 2003  | MK Riska    | MK Elgane        | NMK Oslo                  |
| 2004  | MK Elgane   | MK Riska         | NMK Oslo                  |
| 2005  | MK Elgane   | MK Riska         | NMK Oslo                  |
| 2006  | MK Elgane   | MK Oslo          | NMK Riska                 |
| 2007  | MK Elgane   | MK Oslo          | MK Riska/NMK Kristiansand |
| 2008  | MK Elgane   | NMK Drammen      | NMK Riska                 |
| 2009  | NMK Drammen | MK Elgane        | NMK Riska                 |
| 2010  | NMK Drammen | MK Elgane        | NMK Kristiansand          |
| 2011  | NMK Drammen | MSK Grenland     | MSK Elgane                |
| 2012  | NMK Riska   | MSK Elgane       | MK Oslo                   |

### 2006
- Drużynowe Mistrzostwa Norwegii 2006

| Msc | Drużyna          | Punkty duże | Punkty małe |
| --- | ---------------- | ----------- | ----------- |
| 1   | Elgane MK        | 17          | 157         |
| 2   | Oslo MK          | 11          | 125         |
| 3   | Riska MK         | 11          | 119         |
| 4   | NMK Drammen      | 9           | 130         |
| 5   | NMK Kristiansand | 1           | 59          |